# 1839 у літературі

## Події
- Початок діяльності москвофільного гуртка «Погодинская Коломия», створеного Д. Зубицьким.

## Твори
- Твори Тараса Шевченка:
  - Думи мої, думи мої
  - Перебендя
  - Тополя
  - До Основ'яненка

## Народилися
- Адольф Дигасінський
- Блінов Микола Миколайович
- Бранденбург Микола Юхимович
- Віктор де Жонс'єр
- Владислав Козебродський
- Генрі Кларенс Кендалл
- Давид Абрагамович
- Зелений Павло Олександрович
- Крестовський Всеволод Володимирович
- Куратов Іван Олексійович
- Лазар Комарчич
- Левицький Остап Михайлович
- Лівчак Йосип Миколайович
- Ліневич Микола Петрович
- Людвіг Анценгрубер
- Пржевальський Микола Михайлович
- Райко Жинзифов
- Соломін Петро Михайлович
- Старицький Михайло Петрович
- Сюллі-Прюдом
- Трефолєв Леонід Миколайович
- Устиянович Корнило Миколайович
- Цзен Цзіцзе
- Чубинський Павло Платонович
- Шашкевич Володимир Маркіянович
- Якоб Гурт

## Померли
- Воєйков Олександр Федорович
- Давидов Денис Васильович
- Джеймс Лодердейл
- Монжері
- Одоєвський Олександр Іванович
- Пер Генрік Лінґ
- Писаревський Степан
- Тучков Сергій Олексійович
- Хитрово Єлизавета Михайлівна
- Хосе Маріа Ередіа
- Юзеф-Францішек Круліковський